# 布利茲基島
布利茲基島是俄羅斯的島嶼，由克拉斯諾亞爾斯克邊疆區負責管轄，屬於北地群島的一部分，距離十月革命島0.4公里，長1.75公里、寬0.55公里，最高點海拔高度7米，島上無人居住。